# Михаил Сикидит
Михаил Сикидит (на средногръцки: Μιχαὴλ Σικιδίτης) е византийски астролог, маг и окултист от времето на император Мануил I Комнин, автор на съчинения за божествените тайнства, осъдени през 1200 г. като еретически.
Историята на Михаил Сикидит е разказана от Никита Хониат. Той го описва като човек, който чрез заклинания можел да затъмнява небето и да мъти ума на хората, като ги убеждавал, че нещата, които виждат, са реални. Освен това призовавал и командвал демони, които нападали, когото той пожелае. Така веднъж, за да впечатли своите приятели в Големия дворец, където вероятно е изпълнявал някаква секретарска длъжност, Сикидит накарал един лодкар, който гребял наблизо, да унищожи целия товар в ладията си, като му изпратил ужасно привидение във формата на червена змия, свита върху грънците, които клетникът превозвал. При друг случай, след като влязъл в спор с къпещите се в една столична баня относно ползата от сапуна, той им изпратил черни човечета, които изкочили от басейна с топла вода и ги подгонили с ритници по задните части. Настъпила паника и къпещите тръгнали да бягат от банята, тъпчейки се един друг на изхода.
Заради злите си деяния и страстта си по астрологията и демоничните изкуства, през 1166/1167 г. Михаил Сикидит и магът Сит Склир били наказани от император Мануил I с ослепяване чрез нагорещено желязо. Но за разлика от Сет Склир, който по-късно се върнал към практикуването на тъмното изкуство, Михаил Сикидит, изглежда, поел по прав път – той постъпил в манастир, където започнал да пише на богословска тематика и дори създал трактат за светите тайнства. Някои автори дори са склонни да идентифицират Михаил Сикидит с известния византийски писател от тази епоха – Михаил Глика.
Но Хониат разказва, че в писанията си за светите тайнства Сикидит развил еретическо учение, според което тайнството на Светото причастие било порочно и тленно, тъй като с него вярващите символично приемали само малка и непълна част от Тялото Христово, без духа и душата. Освен това той учел, че тленно тяло не можело да възкръсне и в деня на Второто пришествие хората щели да възкръснат само като безплътни духове. Хониат е категоричен, че новото учение, което тръгнало от трудовете на Сикидит, е възприето от мнозина дори във високите нива на църковната йерархия, както и че то предизвикало разделение и доктринални спорове в Църквата. Едва през 1200 г. срещу него били взети строги мерки от патриарх Йоан X Каматир – синодът обявил учението за ерес, писанията на Михаил Сикидит били забранени, а самият той бил отлъчен от Църквата като ересиарх.